# راس دیویدسون (بازیکن فوتبال، زاده ۱۹۷۳)
راس دیویدسون (انگلیسی: Ross Davidson؛ زادهٔ ۱۳ نوامبر ۱۹۷۳) بازیکن فوتبال اهل بریتانیا است.
از باشگاه‌هایی که در آن بازی کرده‌است می‌توان به باشگاه فوتبال بارنت، باشگاه فوتبال شفیلد یونایتد، و باشگاه فوتبال شروزبری تاون اشاره کرد.